# Municipio de Turkey Valley
El municipio de Turkey Valley (en inglés: Turkey Valley Township) es un municipio ubicado en el condado de Yankton en el estado estadounidense de Dakota del Sur. En el año 2010 tenía una población de 179 habitantes y una densidad poblacional de 1,93 personas por km².

## Geografía
El municipio de Turkey Valley se encuentra ubicado en las coordenadas 43°8′1″N 97°12′46″O / 43.13361, -97.21278. Según la Oficina del Censo de los Estados Unidos, el municipio tiene una superficie total de 92.62 km², de la cual 92,59 km² corresponden a tierra firme y (0,03 %) 0,03 km² es agua.

## Demografía
Según el censo de 2010, había 179 personas residiendo en el municipio de Turkey Valley. La densidad de población era de 1,93 hab./km². De los 179 habitantes, el municipio de Turkey Valley estaba compuesto por el 98,32 % blancos, el 1,68 % eran de otras razas. Del total de la población el 1,68 % eran hispanos o latinos de cualquier raza.